# Kismarja megállóhely
Kismarja megállóhely egy Hajdú-Bihar vármegyei vasúti megállóhely, Kismarja településen, a MÁV üzemeltetésében. A megállóhely jegypénztárral rendelkezik. 2015-ben felújították és elektronikus utastájékoztatóval látták el a várótermét.
A belterület nyugati szélén helyezkedik el, közvetlenül a 4808-as út mellett, közúti elérését az az út biztosítja.
Az Alföldi Kéktúra egyik pecsételő pontja.

## Vasútvonalak
Az állomást az alábbi vasútvonalak érintik:
- Debrecen–Nagykereki-vasútvonal

## Kapcsolódó állomások
A vasútállomáshoz az alábbi állomások vannak a legközelebb:
- Pocsaj-Esztár vasútállomás (Debrecen–Nagykereki-vasútvonal)
- Nagykereki vasútállomás (Debrecen–Nagykereki-vasútvonal)

## Forgalom
| Járat | Útvonal | Gyakoriság   |
| ----- | --- | ------------ |
| S506  | Debrecen – Sáránd – Derecske – Derecske-Vásártér – Konyár – Konyári Sóstófürdő – Pocsaj-Esztár – Kismarja – Nagykereki | 1-3 óránként |